# Gościmiec (gromada)
Gościmiec – dawna gromada, czyli najmniejsza jednostka podziału terytorialnego Polskiej Rzeczypospolitej Ludowej w latach 1954–1972.
Gromady, z gromadzkimi radami narodowymi (GRN) jako organami władzy najniższego stopnia na wsi, funkcjonowały od reformy reorganizującej administrację wiejską przeprowadzonej jesienią 1954 do momentu ich zniesienia z dniem 1 stycznia 1973, tym samym wypierając organizację gminną w latach 1954–1972.
Gromadę Gościmiec z siedzibą GRN w Gościmcu utworzono – jako jedną z 8759 gromad na obszarze Polski – w powiecie strzeleckim w woj. zielonogórskim na mocy uchwały nr V/22/54 WRN w Zielonej Górze z dnia 5 października 1954. W skład jednostki weszły obszary dotychczasowych gromad Gościmiec i Błotno ze zniesionej gminy Trzebicz, Górecko i Żółwin ze zniesionej gminy Zwierzyń oraz Pławin ze zniesionej gminy Stare Kurowo w tymże powiecie. Dla gromady ustalono 21 członków gromadzkiej rady narodowej.
1 stycznia 1958 z gromady Gościmiec wyłączono wieś Górecko, włączając ją do gromady Zwierzyń tamże.
1 stycznia 1959 gromadę zniesiono, a jej obszar włączono do gromad: Zwierzyń (wsie Gościmiec i Żółwin), Stare Kurowo (wieś Pławin) i Trzebicz (wieś Błotno) w tymże powiecie.